# Palais Brühl (Augustusstraße)

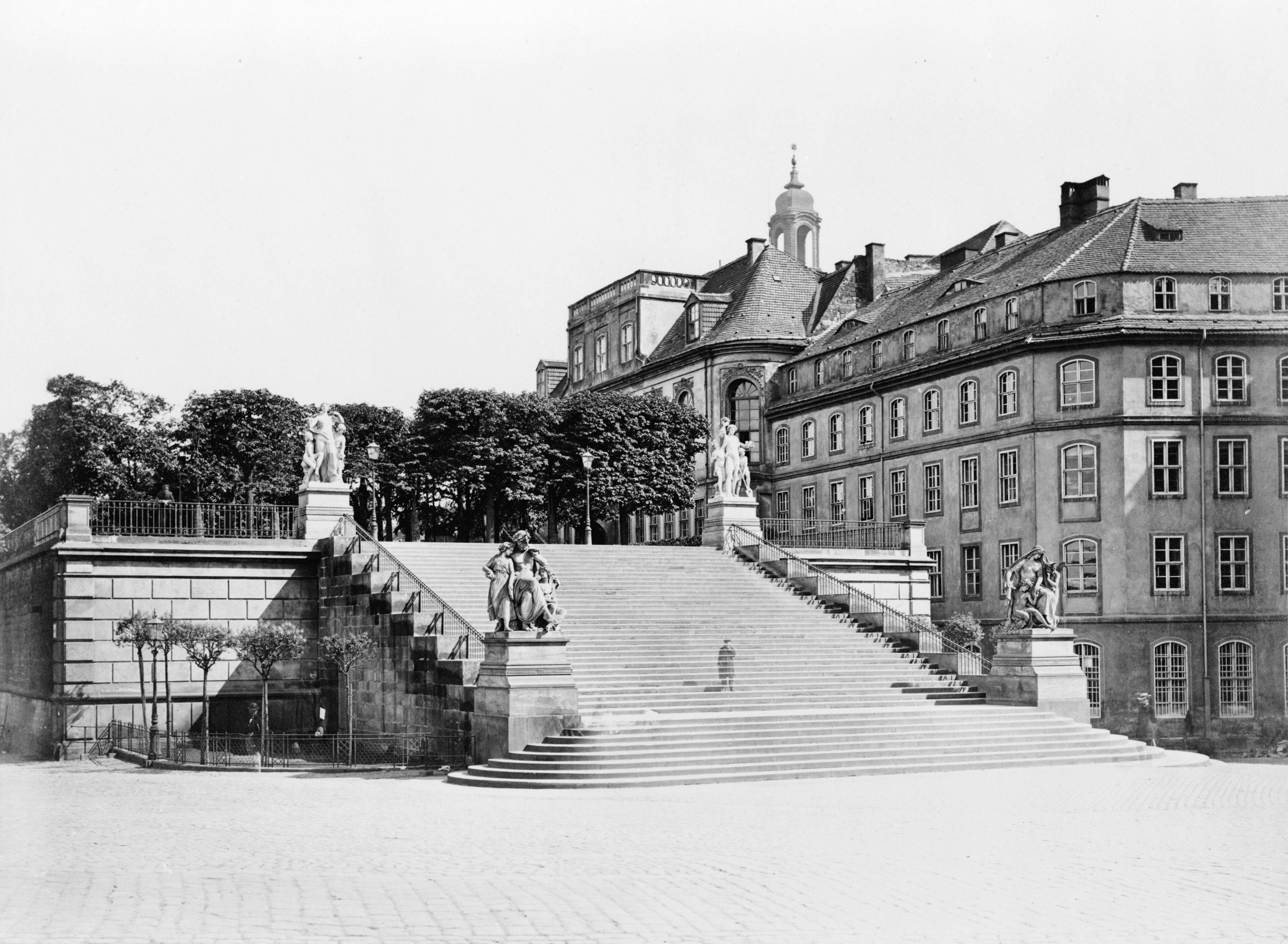
Die Gartenseite des Palais Brühl um 1880

Das Brühlsche Palais war ein Palais des Premierministers Grafen Heinrich von Brühl an der Ecke Augustusstraße 3, Ecke Kleine Fischergasse in Dresden, das zu den sogenannten Brühlschen Herrlichkeiten zählte.
Das Palais ist das „großartigste und kostbarste Beispiel des Dresdner Frührokoko.“

## Beschreibung

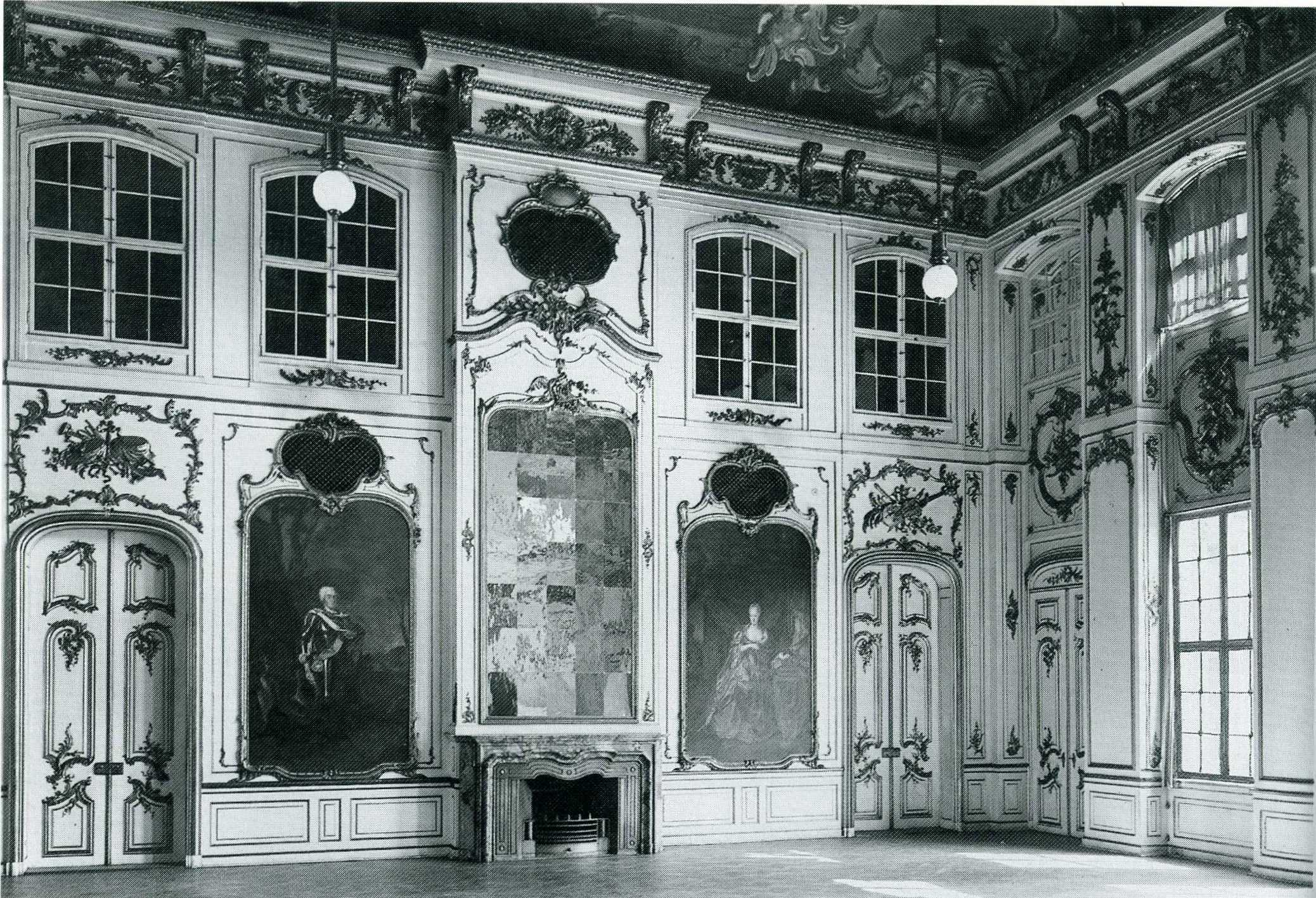
Festsaal im Palais Brühl

Es stand an der Augustusstraße 3, Ecke Kleine Fischergasse, die Gartenfront war zur Brühlschen Terrasse gerichtet.
Die Fassade des dreigeschossigen Gebäudes mit Mansarddach wurde von Johann Christoph Knöffel gestaltet. Das 1737 bis 1740 errichtete Gebäude hatte ursprünglich eine Frontlänge von neun Fensterachsen. Die 9-fenstrige Fassadenfront wurde in der Mitte von einem Mittelrisaliten mit einer Frontlänge von drei Fensterachsen gegliedert.
Auf Erdgeschosshöhe standen vor den äußeren Lisenen des Mittelrisalits, neben dem Portal, zwei Vollplastiken. Es waren zwei Sandsteinfiguren von Lorenzo Mattielli, Die Weisheit und die Wachsamkeit. Die dreifenstrige Fassade rechts und links des Mittelrisalits, zeigten im Erdgeschoss Stichbogenfenster mit sichtbarer Laibung.
Auf Höhe des ersten Obergeschosses war vor dem Mittelrisaliten ein Balkon mit schmiedeeisernem Gitter zu sehen. Zwischen den Obergeschossfenstern des Mittelrisalits waren mit Reliefs geschmückte Spiegelfelder zu sehen, die eingetieft waren und „aufgelegte Trophäengehänge“ zeigten. Die dreifenstrige Fassade rechts und links des Mittelrisalits zeigte eine Lisenenarchitektur, die über mehrere Geschosse ging und die beiden Obergeschosse zusammenfasste. Die Fenster im Obergeschoss waren hoch und schlank. Eine Laibung war kaum sichtbar, weil die Fenster weit außen lagen. Dadurch wurde das Licht der Sonne mit besonderen Effekten reflektiert.
Die Fenstertüren des ersten Obergeschosses erhielten kunstvolle schmiedeeiserne Gitter.
Auf Dachgeschosshöhe zeigte der Mittelrisalit einen Dreiecksgiebel, wo ein figürlicher Reliefschmuck zu sehen war. Dahinter erhob sich ein niedriges Attikageschoss. Flankiert wurde der Ziergiebel auf Dachgeschosshöhe von zwei dreifenstrigen Halbgeschossen im ausgebauten Mansarddach, so dass die Höhe des Baus 3½ Geschosse betrug.

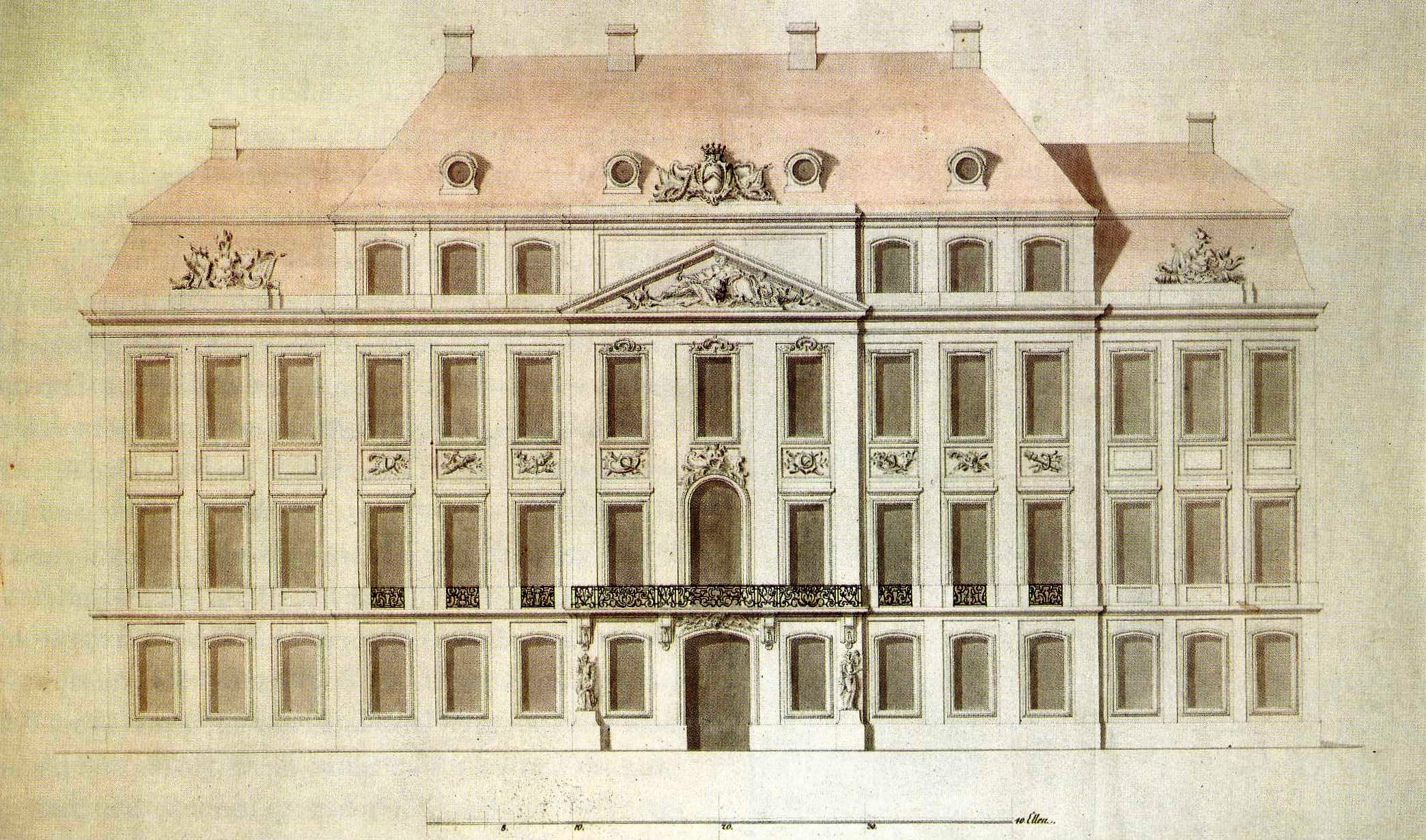
Fassadenentwurf zur Straßenseite, 2. Bauabschnitt (1744)

1743/44 erfolgten Anbauten um je drei Fensterachsen auf der rechten und linken Seite, so dass die Fassadenfront auf fünfzehn Fensterachsen erhöht wurde. Diese Anbauten hatten auf Dachgeschosshöhe keine dreifenstrigen Mansardgeschosse, sondern Trophäenschmuck, so dass die Höhe des Baus nur 3 Geschosse betrug. Ab 1753 wurde der Bau um je vier Fensterachsen nach der Kleinen Fischergasse bzw. nach dem Schloßplatz zu erweitert, so dass der Bau neunzehn und am Ende dreiundzwanzig Fensterachsen hatte. Die Anbauten von 1753 hatten wie der ursprüngliche Bau von 1737/1740 Halbgeschosse auf Dachgeschosshöhe, so dass der Bau eine Höhe von 3½ Geschossen hatte.
„Das besondere Charakteristikum der Fassade zur Augustusstraße war die betonte Flächigkeit der wohlproportionierten, in der Schichtung des Wandreliefs sehr zurückhaltenden Lisenenführung. Diese Flächigkeit war schon im Sinne des Rokokos fast bis an die Grenzen des Möglichen getrieben.“
Durch eine Vorhalle betrat man das Treppenhaus, die von den Figuren Meleager und Flora flankiert waren. Das Gewölbe des Treppenhauses im zweiten Obergeschoss bestand aus einer flachen Decke mit Hohlkehle. Dort waren die Wände des Treppenhauses mit gerahmten Wandfeldern geschmückt. In den Wandfeldern waren flache Stuckreliefs zu sehen. Auf der einen Seite war der Morgenwind dargestellt durch Iris auf dem Regenbogen mit Juno, auf der anderen Seite war der Abendwind dargestellt mit Diana mit geflügeltem Genius. Die Stuckreliefs waren von Johann Joseph Hackl.

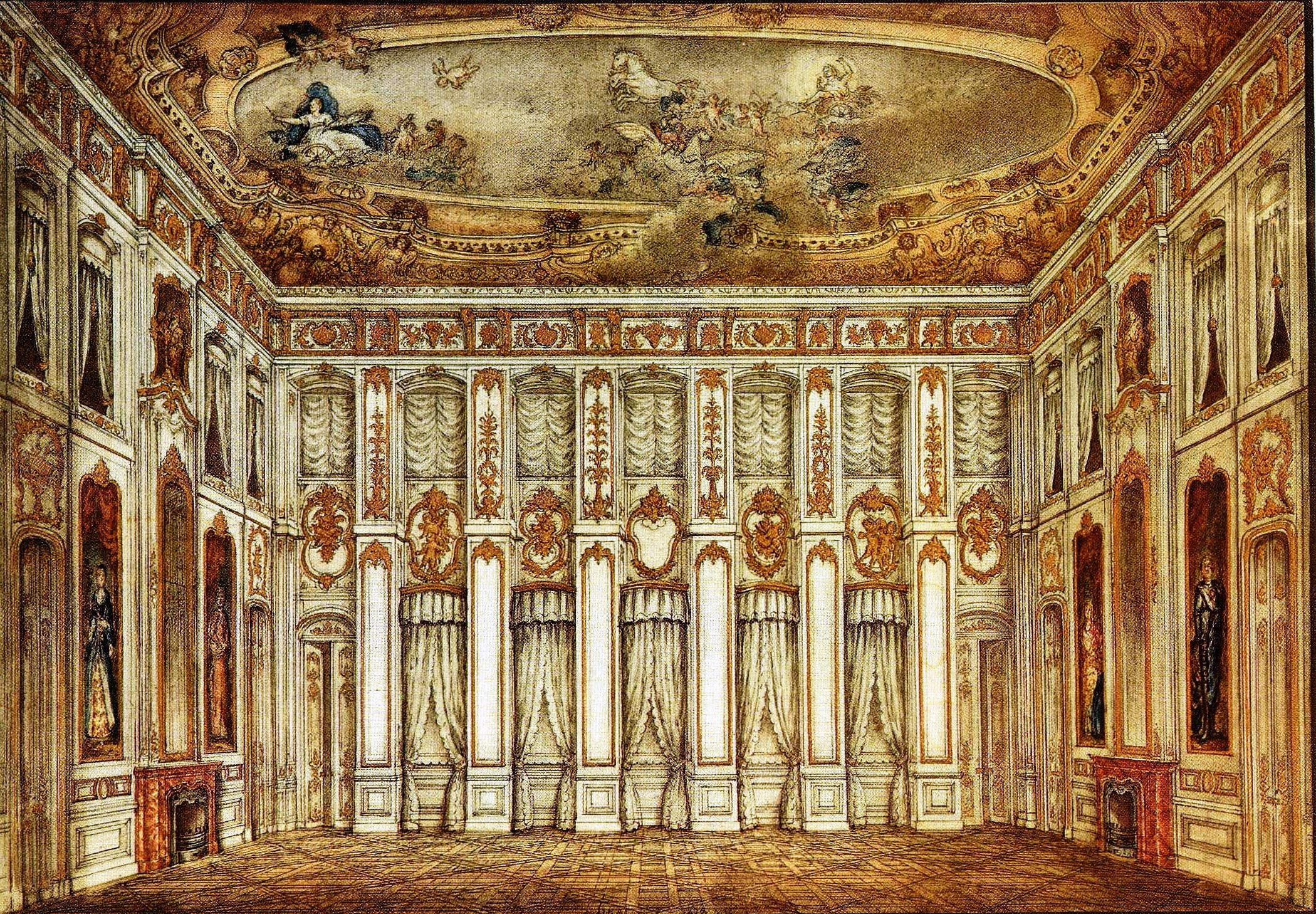
Der Festsaal (1876)

Mittelpunkt des Palais war ein zweigeschossiger Festsaal, der nach Entwürfen von J. C. Knöffel errichtet worden war. Dieser galt als „großartiges Beispiel des Dresdner Frührokoko“ und zählte zu den „schönsten Rokokoräumen, die in Dresden zu damaliger Zeit geschaffen wurden“. Die Decke war allegorisch von Louis de Silvestre gestaltet und zeigte den Sieg des Bellerophon über die Chimäre (siehe „Deckengemälde im Festsaal des Brühlschen Palais in Dresden“). Des Weiteren hingen von Louis de Silvestre im Saal Gemälde der beiden Kurfürstenkönige, von August dem Starken und seiner Gemahlin Christiane Eberhardine auf der einen, und seinem Sohn August III., und dessen Gemahlin Maria Josepha auf der gegenüberliegenden Seite. Plastischer Schmuck und Stuckaturen stammten von Matthias Kugler und Joseph Hackl, die weiß-golden dekoriert waren. Die Wand war noch von der Decke im Sinne des Barock klar architektonisch getrennt. Geschmückt war der Festsaal auch mit Spiegeln und weiß-goldenen Schnitzereien.

## Geschichte

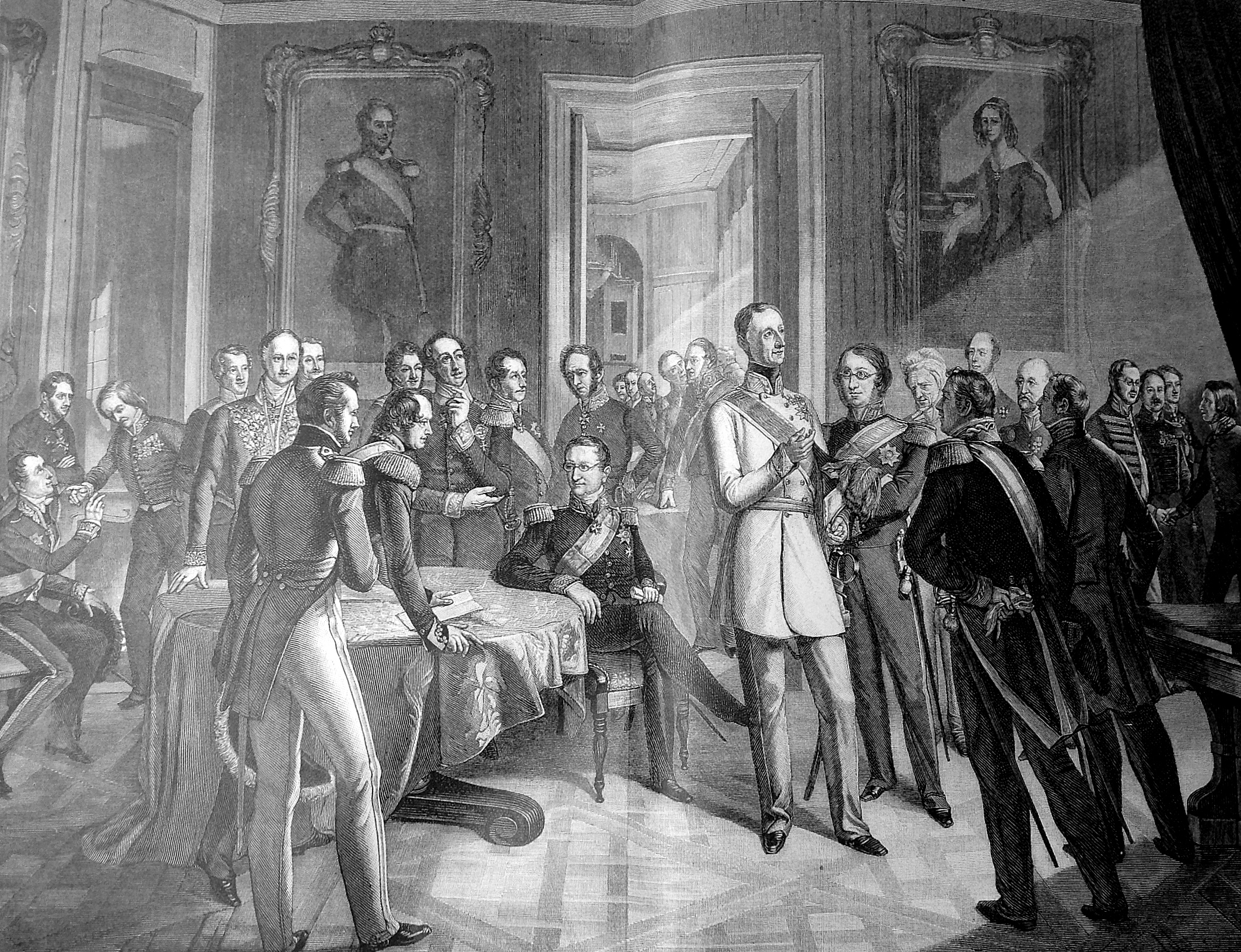
Dresdner Konferenz am 23. Dezember 1850 im Brühl’schen Palais, Druck nach einem Gemälde von Karl Christian Vogel von Vogelstein

Es war ein in mehreren Bauabschnitten errichteter dreigeschossiger Bau und wurde von 1737 bis 1753 von Johann Christoph Knöffel für den Grafen Heinrich von Brühl errichtet.
Für den Bau des Palais wurden sieben Wohnhäuser in der Augustusstraße und sechs An den Klepperställen abgetragen. Im Jahr 1792 ging das Palais in den Besitz des Kurfürstentum Sachsens über. Von 1850 bis 1851 fanden hier die Dresdner Konferenzen 1850/1851 statt. Im Jahr 1900 wurde das Palais abgetragen, da man an gleicher Stelle das Ständehaus errichtete. Bereits 1894 wurde das benachbarte Fürstenbergsche Haus für den Neubau des Ständehauses abgetragen. Die Plastiken des Brühlschen Palais wurden im Ständehaus aufgestellt. Das Portal, das Altangitter und der Festsaal wurden originalgetreu in der Kunstgewerbeakademie in der Güntzstraße eingebaut, wo sie 1945 zerstört wurden.
Während ihrer Aufenthalte in Dresden lebten im Palais zahlreiche ausländische Staatsmänner:
- Friedrich II. von Preußen von November 1756 bis April 1757
- Charles-Maurice de Talleyrand-Périgord 1807
- Jerome Bonaparte 1809
- Zar Alexander I. von Russland 1813
- Nikolai Grigorjewitsch Repnin-Wolkonski 1813/1814